# Guerre vénéto-byzantine (1296-1302)
Pour les articles homonymes, voir Guerre vénéto-byzantine.
La guerre vénéto-byzantine de 1296-1302 est un conflit entre la république de Venise et l'Empire byzantin, venu se greffer sur une guerre opposant Venise et la république de Gênes entre 1294 et 1299.

## Historique
Au cours des opérations contre les possessions génoises en Méditerranée et en mer Noire, le Vénitien Ruggiero Morosini Malabranca avait pris et incendié en juillet 1296 le quartier génois de Péra près de Constantinople, puis tenté une offensive contre cette dernière, au mépris de la trêve vénéto-grecque de juin 1285. L'empereur Andronic II fit arrêter en représailles les Vénitiens de Constantinople, qui furent ensuite massacrés par les Génois.
Les opérations ne semblairent avoir réellement débuté qu'après la bataille de Curzola et la signature de la paix de Milan (1299), laissant une initiative aux Vénitiens. Dès avril 1301, des ambassadeurs byzantins furent envoyés négocier la paix, sans succès. Au cours du conflit, la flotte vénitienne renforcée de navires issus de flottilles personnelles occupa un certain nombre d'îles de la mer Égée, dont certaines avaient été reconquises par les Byzantins sur les Latins quelques dizaines d'années plus tôt.
En juillet 1302, une flotte vénitienne fît une démonstration de force en face de Constantinople ; l'amiral Belletto Giustinian fît ainsi torturer sous les yeux de la population des prisonniers capturés dans l'île du Prince. Cette action détermina les Byzantins à proposer la paix, qui fut signée le 4 octobre 1302. Selon ses termes, les Vénitiens rendent une partie de leurs conquêtes, sauf les îles de Kéa, Santorin, Sérifos et Amorgós qui demeurèrent au butin de qui les eurent conquises.